# ريوتا تانابا
ريوتا تانابا (باليابانية: 田鍋 陵太) (10 أبريل 1993 في إيتاباشي في اليابان – )؛ هو لاعب كرة قدم ياباني سابق كان يلعب كلاعب وسط.

## وصلات خارجية
- ريوتا تانابا على موقع رابطة كرة القدم اليابانية للمحترفين (اليابانية)
- ريوتا تانابا على موقع قاعدة بيانات كرة القدم.إي يو (الإنجليزية)
- ريوتا تانابا على موقع Soccerway.com (الإنجليزية)
- ريوتا تانابا على موقع عالم كرة القدم.نت (الإنجليزية)